# Centro sportivo Sant'Agata
Il centro sportivo Sant'Agata è un centro di allenamento sportivo, di proprietà della Città metropolitana di Reggio Calabria, attualmente in gestione temporanea all'A.S. Reggina 1914.

## Posizione
Il centro sorge nella zona sud della città di Reggio Calabria, nell'area compresa tra la foce del torrente Sant'Agata, la zona industriale adiacente al quartiere Gebbione e la pista 15/33 dell'aeroporto dello Stretto.

## Storia
Il centro, di proprietà della Città Metropolitana di Reggio Calabria, nasce nel 1991 su un'area abbandonata a ridosso del torrente Sant'Agata precedentemente adibita a discarica da un'idea dell'allora presidente amaranto Pino Benedetto.
Le vicende relative alla costruzione del centro sono state oggetto di verifica da parte della "Commissione speciale d'indagine interna alle Unità Operative Urbanistica e Pianificazione Territoriale, Lavori pubblici, Manutenzione" del comune di Reggio Calabria. Dagli esiti delle verifiche della Commissione, si è appurato che il centro sorge su un terreno demaniale e in una zona sottoposta a vincolo idrogeologico. Attualmente la struttura è potenzialmente soggetta a rischio alluvione, poiché sorge in una zona torrentizia particolarmente esposta. La concessione demaniale concessa dall'Intendenza di finanza nel 1989 prevedeva l'utilizzo della struttura esclusivamente per la costruzione di campi di calcio. La concessione edilizia datata 1992 prevedeva esclusivamente la costruzione di «strutture prefabbricate e quindi smontabili». Già nel 1993 l'Intendenza di finanza aveva ordinato la demolizione di tutti gli edifici in cemento edificati, in quanto violavano il contratto di concessione. Tuttavia non seguì alcun atto pratico.
La Commissione ha appurato che, da parte della Reggina Calcio S.p.A., è stata avviata l'istanza di condono edilizio relativamente a tutte le strutture del Centro. Tuttavia tale richiesta è in sospeso, dal momento che l'intera zona fa parte di un'area sottoposta a vincolo idrogeologico.
A partire dal 2000 sono iniziati i lavori di ristrutturazione dotando il centro di una biglietteria con annessi uffici. Mentre i vecchi uffici posti nel vecchio stabile sono stati ristrutturati a fondo così come la foresteria.
Il 24 febbraio 2016 il centro sportivo viene messo sotto sequestro da parte della Guardia di Finanza e della Polizia provinciale di Reggio Calabria contestando il reato di abusivismo e occupazione del demanio al presidente Lillo Foti e dell'amministratore delegato Giuseppe Ranieri.
Fallita la Reggina Calcio il centro sportivo viene preso in carico dalla curatela fallimentare, rappresentata dai curatori fallimentari Fabrizio Condemi e Massimo Giordano. I curatori presentato un ricorso presso il gip per lo sblocco del centro (bene incluso nell'affitto annuo dei beni immateriali della Reggina Calcio vinto dalla società Reggio Calabria di Mimmo Praticò), ricorso che viene rigettato dalla magistratura mantenendo sequestrato il centro sportivo.
Il 6 settembre 2016 dopo un intenso lavoro avviato dalla curatela fallimentare, la Procura della Repubblica concede il dissequestro di una parte della struttura
Nonostante il centro sia stato in parte dissequestrato la nuova società che si è aggiudicata l'utilizzo del centro non può accedere e utilizzare il bene fino al momento della rettifica del contratto d'affitto dell'asset della Reggina Calcio davanti ad un notaio, rettifica che tarda ad arrivare dovendo ritrattare l'offerta di 120.500 euro annui presentata a luglio
Il 4 ottobre 2016 dopo 8 mesi dal sequestro si è giunti ad un accordo fra la curatela fallimentare e la nuova società che può utilizzare i campi del centro sportivo per far allenare la nuova squadra amaranto.
A seguito della scadenza del contratto con la curatela fallimentare, la società amaranto decide di rinunciare al centro sportivo. A luglio 2018 Antonio Girella si aggiudica il marchio della fu Reggina Calcio e il centro sportivo fino al 30 giugno 2019, presso il quale svolge attività di calcio giovanile.
A gennaio 2019, la nuova proprietà, capeggiata da Luca Gallo, trova un accordo con Girella per tornare ad utilizzare il centro sportivo per gli allenamenti.
Il 26 maggio la Reggina si è aggiudicata la concessione del Centro Sportivo Sant'Agata sino al 31 dicembre 2020.
L’8 giugno 2021 la Reggina firma la concessione del centro sportivo fino al 31 dicembre 2040. 
Il 4 settembre 2023 la Città Metropolitana di Reggio Calabria invia formale revoca della concessione alla Reggina 1914 s.r.l. causa morosità del club amaranto.
Il 18 settembre la neo società La Fenice Amaranto ASD, scelta per rappresentare la città di Reggio Calabria in Serie D, firma la concessione temporanea del centro sportivo per la durata di trenta giorni. Il 18 ottobre viene prorogata fino al 18 dicembre. Il 20 dicembre 2023 la struttura viene così sgomberata e il giorno seguente viene promulgato un bando avente ad oggetto una nuova concessione temporanea, stavolta per una durata di 6 mesi. 
Il 9 gennaio 2024 viene ufficializzato che la società amaranto è l'unica ad aver presentato una manifestazione d'interesse al predetto bando e dunque rientra dopo 2 settimane. Il 9 luglio 2024, data di scadenza della precedente concessione temporanea, viene ufficializzata la proroga della concessione fino all'aggiudicazione definitiva del centro sportivo tramite bando che verrà pubblicato dalla Città Metropolitana di Reggio Calabria nei mesi a venire.

## Struttura
Esteso per circa 48000 m², il centro Sant'Agata è dotato di sei campi da calcio, due dei quali realizzati in erba vera. Uno è il campo ufficiale della prima squadra, due quelli per le squadre giovanili ed altri tre riservati alla scuola calcio. Il centro è inoltre dotato di spogliatoi, sala stampa, palestre, infermeria, uffici della scuola calcio, sala studio, foresteria e mensa.
Sono circa 220 gli atleti delle squadre giovanili della Reggina che usufruiscono del Centro, cui si aggiunge la prima squadra, gli staff tecnico/sanitari e la redazione del sito e della web-tv.

## Calciatori Formati al Sant'Agata
Sono molti i calciatori nati al centro sportivo amaranto, molti di questi giocarono stabilmente tra serie A e B, tre di loro Simone Perrotta furono rispettivamente campione del mondo nel 2006 con la Nazionale Giandomenico Mesto campione europeo Under 21 nel 2004 e Giovanni Di Lorenzo (calciatore) campione europeo nel 2021, mentre Bruno Cirillo nel 2000 vinse il campionato europeo under 21.
Altri calciatori furono: Sergio Quinto Campolo; Simone Missiroli; Antonino Barillà; Fabio Ceravolo; Giovanni Tedesco; Fabio Di Sole; Manuel Pasqual; Stefano Dall'Acqua; Francesco Cozza (calciatore); Emanuele Belardi; Domenico Toscano; Francesco Marino (calciatore 1970); Maurizio Peccarisi; Alessandro Monticciolo; Giovanni Morabito; Antonio Giosa; Francesco Cosenza; Ivan Castiglia; Nicolas Viola; Alessio Viola; Pietro Marino; Antonino Saviano; Vincenzo Camilleri; Jacopo Dall'Oglio; Daniel Adejo; Paweł Bochniewicz, Mauro Coppolaro.